# عالیا بات
عالیا بات (انگلیسی: Alia Bhatt؛ زادهٔ ۱۵ مارس ۱۹۹۳) بازیگر بریتانیایی با تبار هندی است که غالباً در فیلم‌های هندی‌زبان کار می‌کند. او دریافت‌کنندهٔ جوایز گوناگونی از جمله یک جایزهٔ فیلم ملی و شش جایزهٔ فیلم‌فیر بوده است. او یکی از بازیگران زن هند با بیشترین دستمزد است و نامش از سال ۲۰۱۴ در فهرست ۱۰۰ ستارهٔ مجلهٔ فوربز هند آمده است. در سال ۲۰۲۲ جایزهٔ تایم۱۰۰ ایمپکت به او داده شد.
او که در خانوادهٔ بات به دنیا آمد، دختر فیلم‌ساز ماهش بات و بازیگر سونی رازدان است. او بازیگری را در سال ۱۹۹۹ با حضور در فیلم تریلر ستیز آغاز کرد و نخستین نقش اصلی او در فیلم نوجوانانهٔ دانش‌آموز سال (۲۰۱۲) ساختهٔ کاران جوهر بود. او برای بازی در نقش یک قربانی آدم‌ربایی در درام جاده‌ای بزرگراه (۲۰۱۴) برندهٔ جایزهٔ بهترین بازیگر زن از منتقدان فیلم‌فیر شد. او همچنین با بازی در نقش اصلی چند فیلم عاشقانه به تولید استودیوی جوهر، یعنی دارما پروداکشنز، جایگاه خود را به‌عنوان یکی از برجسته‌ترین بازیگران هند تثبیت کرد.
بات برای بازی در نقش قربانی سوء مصرف مواد مخدر در درام جنایی پنجاب مرتفع (۲۰۱۶)، یک جاسوس مخفی در فیلم هیجان‌انگیز راضی (۲۰۱۸)، دوست‌دختری سلطه‌گر در درام موزیکال پسر خیابان (۲۰۱۹) و یک فاحشه در فیلم زندگی‌نامه‌ای گانگوبای کاتیاوادی (۲۰۲۲) برندهٔ جایزهٔ فیلم‌فیر بهترین بازیگر زن شد. او با کمدی سیاه عزیزان (۲۰۲۲) وارد کار تهیه‌کنندگی شد و با فیلم فانتزی برهماسترا: قسمت اول – شیوا (۲۰۲۲) و کمدی عاشقانهٔ داستان عشق راکی و رانی (۲۰۲۳) به موفقیت تجاری رسید. او برای فیلم آخر برندهٔ بهترین بازیگر زن در فیلم‌فیر شد.
بات علاوه بر بازی در فیلم، خط تولید لباس و کیف‌های دستی خود را راه‌اندازی کرده است و بنیانگذار ابتکار زیست‌محیطی CoExist است. او هفت ترانه از فیلم‌های خود را خوانده است. بات در سال ۲۰۲۲ با بازیگر رانبیر کاپور ازدواج کرده است و با او یک دختر دارد.

## زندگی
خانواده بات برای سال‌ها در صنعت فیلم‌سازی کار کرده‌اند. آلیا بات دختر ماهش بات کارگردان، بازیگر و خواننده است که از ازدواج دوم خود صاحب دو فرزند آلیا و شاهین شده است.

## فیلم‌شناسی
| سال  | عنوان                  | نقش               | یادداشت‌ها                             | منبع          |
| ---- | ---------------------- | ----------------- | ------------------------------------- | ------------- |
| ۱۹۹۹ | ستیز                   | ریت اوبروی جوان   |                                       |               |
| ۲۰۱۲ | دانش‌آموز سال           | شانایا سینگانیا   |                                       |               |
| ۲۰۱۴ | بزرگراه                | ویرا تریپاتی      |                                       |               |
| ۲۰۱۴ | ۲ ایالت                | آنانیا سوامیناتان |                                       |               |
| ۲۰۱۴ | عروس هامپتی شارما      | کاویا پراتاپ سینگ |                                       |               |
| ۲۰۱۴ | به خانه رفتن           | خودش              | فیلم کوتاه                            |               |
| ۲۰۱۴ | زشت                    | شالینی جوان       | حضور افتخاری                          | [ ۷ ]         |
| ۲۰۱۵ | باشکوه                 | آلیا آرورا        |                                       |               |
| ۲۰۱۶ | کاپور و پسران          | تیا مالک          |                                       |               |
| ۲۰۱۶ | پنجاب مرتفع            | باوریا/مری جین    |                                       |               |
| ۲۰۱۶ | قلب سخت                | دی جی             | حضور افتخاری                          |               |
| ۲۰۱۶ | زندگی عزیز             | کایرا             |                                       |               |
| ۲۰۱۷ | عروس بدرینات           | وایدهی تریودی     |                                       |               |
| ۲۰۱۸ | به نیویورک خوش آمدید   | خودش              | حضور افتخاری                          |               |
| ۲۰۱۸ | راضی                   | سهمت خان          |                                       |               |
| ۲۰۱۸ | زیرو                   | خودش              | حضور افتخاری                          | [ ۸ ]         |
| ۲۰۱۹ | پسر خیابان             | صفینه فردوسی      |                                       |               |
| ۲۰۱۹ | رسوایی                 | روپ چودری         |                                       |               |
| ۲۰۱۹ | دانش‌آموز سال ۲         | خودش              | حضور ویژه در ترانه «The Hook Up Song» | [ ۹ ]         |
| ۲۰۲۰ | خیابان ۲               | آریا دسایی        |                                       |               |
| ۲۰۲۲ | گانگوبای کاتیاوادی     | گانگوبای کاتیوادی |                                       | [ ۱۰ ]        |
| ۲۰۲۲ | آرآرآر                 | سیتا              | تالیوود                               | [ ۱۱ ]        |
| ۲۰۲۲ | برهماسترا              | ایشا              |                                       | [ ۱۲ ] [ ۱۳ ] |
| ۲۰۲۲ | عزیزان                 | بدرو قریشی        | تکمیل شد؛ همچنین تولیدکننده           | [ ۱۴ ]        |
| ۲۰۲۳ | داستان عشق راکی و رانی | رانی              |                                       | [ ۱۵ ]        |
| ۲۰۲۳ | قلبِ استون              | کیا دوان          | فیلم آمریکایی، انگلیسی زبان           | [ ۱۶ ]        |